# Asylosaurus yalensis
 Asylosaurus  yalensis (“lagarto del asilo de Yale”) es la única especie conocida del género extinto Asylosaurus de dinosaurio saurisquio,  sauropodomorfo, que vivió a finales del período Triásico, hace aproximadamente entre 200 millones de años, en el Rhaetiense en lo que es hoy Europa. Está basado en restos parciales, descritos en 1836 por Henry Riley y Samuel Stutchbury como perteneciente a  Thecodontosaurus, que Othniel Charles Marsh llevara a la Universidad de Yale entre los años 1888 y  1890.  esos restos escaparon a los bombardeos en la Segunda Guerra Mundial, en 1940 a diferencia del holotipo original de Thecodontosaurus.  Asylosaurus fue descrito en 2007 por Peter Galton.  La especie tipo es A. yalensis, referida a Yale.  Los huesos originalmente de la cueva Fill en Durdham Down, Clifton, Bristol, Inglaterra.
 Asylosaurus  está basado en el holotipo YPM 2195, en un esqueleto parcial de la región del torso, incluyendo las vértebras lumbares, costillas, gastralia, la cintura torácica, húmero, un brazo parcial, y mano; huesos adicionales pertenecientes al cuello, cola pelvis, brazo y patas posiblemente del mismo ejemplar han sido referida a Asylosaurus. Difiere de Thecodontosaurus y Pantydraco, contemporáneos y sauropodomorfos basales de similar constitución, en la estructura del húmero.  Podían haber tenido nichos ecológicos separados, y son descritos como herbívoros u omnívoros. De acuerdo con Gregory S. Paul, media 2 metros de largo y su peso era de unos 25 kg.